# Terea
Terea (en griego, Τηρεία) es el nombre de una o dos antiguas ciudades de la zona de la costa de la Propóntide de Asia Menor.
Formó parte de la Liga de Delos puesto que en un testimonio epigráfico que documenta un decreto de tasación de tributos de Atenas del año 425/4 a. C., se cita a Terea dentro del distrito del Helesponto. También aparece en el decreto del año 422/1 a. C.
Se desconoce su localización exacta pero debido a los testimonios epigráficos se ha deducido que debía estar situada al este de Cícico y cerca de Mirlea. Sin embargo, Estrabón menciona una Terea situada en la llanura de Adrastea, al igual que la ciudad de Pitia (la posterior Lámpsaco), al oeste de Cícico, por lo que podría tratarse de dos lugares distintos con el mismo nombre. Quizá esté relacionada con el monte de Terea mencionado por Homero en el catálogo de naves de la Ilíada, al respecto del cual señala Estrabón que algunos creían que se ubicaba en una colina situada a cuarenta estadios de Lámpsaco donde había un santuario a la Madre de los dioses que se llamaba «santuario de Terea».